# ドラえもんのひみつ道具 (1979年のテレビアニメ か-き)
「ドラえもんのひみつ道具 (1979年のテレビアニメ か-き)」では、藤子・F・不二雄原作のテレビアニメ『ドラえもん』（第2作第1期）に登場するひみつ道具のうち、名称の読みが「か」で始まるものから「き」で始まるものまでを列挙する。

## カードテレビ電話
カードテレビ電話（カードテレビでんわ）は、「カードテレビ電話」（1996年11月1日放送、映像ソフト未収録）に登場する。
カード型の道具。22世紀におけるおもちゃ。これを所持している者同士でテレビ電話ができる。相手の名前を言えば、カードの上に相手の姿をした小さな立体映像が出現し、相手と会話することができる。もし相手がだれかと通話中であれば、その者とも同時に通話できる。立体映像に痛みを与えると、本人にも痛みが伝わる。

## ガードメダル
ガードメダルは、「ガードメダル」（1995年6月9日放送、映像ソフト未収録）に登場する。
円形のメダルを象った道具。作中ではお守りに貼って使用した。中央のボタンを押して任意の名前を音声で入力すると、ガードメダルを貼ったお守りがその攻撃的行為から守ってくれる。たとえば体が勝手に動いてパンチをよけたり、お守りが動いて相手に触れて電撃を浴びせたりする。ただし防ぎたいもの名前は1つしか入力できず、すでに何か入力してある状態で入力操作を行うと、上書き入力することになる。

## 海神ポセイドンセット
海神ポセイドンセット（かいじんポセイドンセット）は、「海神ポセイドンセット」（2004年5月21日放送、映像ソフト未収録）に登場する。
王冠と袈裟とホコのセット。これを身に着けると、海の生き物や波を操ることができるようになる。

## 怪盗キャットの素 マタタビーン
怪盗キャットの素 マタタビーン（かいとうキャットのもと マタタビーン）は、「怪盗キャットの素」（1994年3月25日放送、映像ソフト未収録）に登場する。
マタタビの実を象った道具。この匂いをかぐとネコの姿になり、このネコを「怪盗キャット」と呼ぶ。視力、聴力、嗅覚が鋭くなり、透視能力も備わる。怪盗キャットは義賊でなければならず、私欲のために盗みを働くと人間の姿に戻ってしまうが、人間の姿に戻ってもしばらくはネコの効力が残り、作中では使用したのび太が夕食をネコの食べ方で食べてしまいママに「そんな食べ方はやめなさい」って叱られるものののび太は「こっちのほうが食べやすい」と言い争う羽目になった。 （これを見たドラえもんは「まだ『マタタビーン』の効力が切れてないみたいだ」とあきれていた。）

## 買い物かごだけ自分で帰ってくる道具
買い物かごだけ自分で帰ってくる道具（かいものかごだけじぶんでかえってくるどうぐ）は、「走れのび太! ロボット裁判所」（2000年3月24日放送、DVD『ドラえもん コレクション・スペシャル 秋の5』に収録）に登場する。
表面にリターン記号「⏎」のような図形が描かれた買い物かご。おつかいを頼まれたが、そのまましずかと遊びたいというのび太のために出した道具。作中では具体的な使用描写はない。

## カウンセリングノート
カウンセリングノートは、「カウンセリングノート」（2003年5月2日放送、映像ソフト未収録）に登場する。
折りたたみ式のポータブルデバイス。付属のタッチペンで、質問を自然文で手書き入力すると、解決のヒントが即座にディスプレイに表示される。作中では「スネ夫を探す」と入力すると「ツツジ狩りに行く」と表示され、ツツジが満開の裏山に行くとスネ夫が居た。と言う具合に、表示された通りに行動すると最終的に望む結果が得られる。ウソをゴマかそうとしてヒントを求めても「ウソを白状して謝る」と表示されるなど、必ずしも本人が望む方法とは限らないが、間違い無く最善の結果をもたらす方法を提示してくれる。

## かきかえマップ
かきかえマップは、「かきかえマップ」（1998年1月30日放送、映像ソフト未収録）に登場する。

## 格闘家バッテリー
格闘家バッテリー（かくとうかバッテリー）は、「格闘家バッテリー」（1997年8月22日放送、映像ソフト未収録）に登場する。
これをランドセルのように背負った状態で、走りこみをしたり、お説教を受けたり、あやとりを高速で行いイメージトレーニングをしたりすると、バッテリーにエレルギーがたまっていく。10時間程度トレーニングを続けるとフルチャージ状態になり、のび太でさえジャイアンを10秒で倒せるほどの力を行使することができるという。

## かげムシャ提灯
かげムシャ提灯（かげムシャちょうちん）、「かげムシャ」（2003年9月12日放送、映像ソフト未収録）に登場する。
この提灯を点灯させると、自分から出た影が実体化して影武者になる。剣術や武術に秀で、頼まれた仕事はなんでもこなす。影武者は15分経つと消滅する。
なお、実体化した影武者は影の持ち主と同じ性格になってしまう事もあり、例として影の持ち主がジャイアンのような身勝手な人物だった場合、複数いるジャイアンの影武者達は自分一人で仕事をこなそうと影武者同士で争ってしまう。

## 風ふきまわし機
風ふきまわし機（かぜふきまわしき）は、「風ふきまわし機」（1999年5月28日放送、レンタル専用VHS『21世紀テレビ文庫 テレビ版ドラえもん』第31巻に収録）に登場する。
玩具の風車の形をした道具。この風車の風を浴びた人は皆、「どういう風の吹き回し?」と言いたくなるような、本来あり得ない意外な態度をとるようになる。たとえば、のび太のママがのび太の成績の悪さをまったく怒らなかったり、スネ夫がのび太に快く玩具を貸してくれたりする。ただし、本来好意的な態度を取る人は、逆に非友好的になってしまうため（たとえば、しずかがのび太に謝ろうとしたら、逆に絶交を申し出たりするなど）、必ずしもこの道具の使用が良い結果をもたらすわけではない。

## 風のウワサ鳥
声 - 瀧本富士子、松本さち
風のウワサ鳥（かぜのウワサどり）は、「風のウワサ鳥」（1999年7月2日放送、映像ソフト未収録）の登場する。
小鳥を象った道具。この鳥に流したい噂を吹き込んで逃がすと、その噂が広まっていく。ウワサ鳥を放している間は、時間が立つにつれて、噂にどんどん尾ひれが付いていく。赤色と水色の2羽がおり、同時に2つまで噂を流すことができる。なお、ウワサ鳥でウソの噂を流した場合、その噂どおりのことを実行しないと、次第に悪い噂になっていく上、普通の噂の10倍の速さで広まっていく。噂を広めるのを止めたい場合は、「ウワサ鳥専用捕獲網」を使ってウワサ鳥を捕獲する必要がある。

## 家族とりかえ機
家族とりかえ機（かぞくとりかえき）は「家族とりかえ機」（1993年4月30日放送、映像ソフト未収録）に登場する。
クイズ番組の舞台セットのような形の道具。回答者席が3つあり、3色に色分けされている。司会者の合図で3名が一斉にボタンを押すと、母親の顔と回答者席の色を決定するルーレットが回転し、止まったときの回答者席の色と母親の顔の組み合わせが現実のものとなる。

## 蚊チューシャ
蚊チューシャ（かチューシャ）は、「蚊チューシャ」（1999年12月17日放送、レンタル専用VHS『21世紀テレビ文庫 テレビ版ドラえもん』第34巻に収録）に登場する。
メガネケースのような装置。赤色のボタンを押すと蚊のようなものが出てくる。この蚊に命令すると、任意の人物から怒りの感情、プライド、ウソをつこうとする感情などを吸い取ってくれる。青色のボタンを押すと蚊を呼び戻すことができる。
ドラえもんとのび太がこれを使って、バイオリン試験を受けたしずかの緊張を取ることに成功する。しかし、しずかに感謝のキスをされたことで調子に乗ったのび太が先生を突き飛ばしてしまい、結局のび太は先生に叱られる羽目になってしまった。

## 勝手にシネマ
勝手にシネマ（かってにシネマ）は、「セワシくんの家出」（1997年3月29日放送、DVD『ドラえもん コレクション・スペシャル 春の5』に収録）に登場する。
セワシが持つ道具。ビデオカメラ状の機械で、映像を録画するのではなく、カメラを向けた先に思いのままの立体映像を投影することができる。セワシ曰く「デジカメとパソコンと3Dプロジェクターを合わせたようなもの」で、22世紀では子供だまし同然の玩具らしい。

## 勝手にタイム
勝手にタイム（かってにタイム）は、「勝手にタイム」（1994年2月25日放送、映像ソフト未収録）に登場する。
腕時計を象った道具。これを腕にはめて、横のボタンを押しながら、物事が開始する時刻や、物事がかかる時間を新しくどう設定したいかを言うと、実際にその設定のとおりになる。一度決定したことは取り消すことができない。たとえば学校の始業時間は9時、休憩時間は1時間、授業は各1分などと設定して、ほとんど授業をうけないまま早々に下校時刻を迎えることになると、授業が削減された代わりに宿題が山のように出されることになる。

## カッパのおさら
カッパのおさらは、「カッパのおさら」（2004年7月16日放送、映像ソフト未収録、第2期では2024年8月24日放送）に登場する。
これを頭に載せると体がカッパになり、泳ぎが達者になったり、本物のカッパとも会話できるようになる。カッパへ変身しているときに「カッパのおさら」が割れると、瞬時にもとの姿へ戻る。アニメ第2期第2作でも登場している。

## カップ幽霊
カップ幽霊（カップゆうれい）は、「カップゆうれい」（てんとう虫コミックス『ドラえもん』第12巻収録「ゆうれいの干物」のアニメ化作品。1994年8月19日放送、映像ソフト未収録）に登場する。
カップめんを模した道具。中には乾燥した幽霊が入っており、ふたには「カップ幽霊」「フリーズDRY」「たべられません」などと書かれている。ふたをあけて水を注ぐとたちまち沸騰して、中から幽霊が出てくる。ひものゆうれいと同様に、人間の指示には黙って従ったり、強風には飛ばされたり、壁を通り抜けるには通りぬけフープが必要だったりする。

## カップ旅行セット
カップ旅行セット（カップりょこうセット）は、「3分間カップ旅行」（1996年9月20日放送、DVD『ドラえもん コレクション・スペシャル 夏の4』に収録）に登場する。
22世紀で大人気の新製品の道具で、各カップ1回使い切りで絶対安全な冒険世界を3分間だけ楽しめるというもの。外見はカップ麺そっくりのカップ。側面にタイマーゲージ（下から順に1から3の数字が白文字で書かれており、後述の培養液を注ぐとそれぞれの背景が赤、オレンジ、黄色に光り、時間経過とともに上からゲージが減っていく）と定員表示のピクトグラム（中に入ると光る）、後述の注意書きなどが書かれているほか、映像としての描写は見られないが、各カップにキャッチコピーが書かれている。中から「かやく」の袋を取り出し、粉末をカップにいれた後に付属の培養液を注ぎ、マグカップケーキのような光が出たら準備完了。カップの中に飛び込むと、中の広大な冒険世界へと吸い込まれ、冒険が始まる。3分経つと自動的にカップの外へ出られ（アドベンチャー、メルヘン、SFのカップはいずれも丁度ストーリーが終わったタイミングで外に出ている）、光は消滅する。ただし、下記の通り使い方を誤ると危険な性質も持ち、各カップの注意書きを熟読してから使わなければとても「絶対安全」とは言えない道具である。
ドラえもんが持つものは全5種類で、セット内容は以下の通り。
アドベンチャーカップ
キャッチコピーは「胸踊る海洋の大冒険が味わえます」船乗りシンドバッドのような胸躍る海の大冒険。定員は5人。嵐の海上にて巨大タコと対決する内容で、ドラえもんは「船乗りシンドラバッド」を名乗って主人公になりきっていた。注意書きでは敵である巨大タコを退治するまでは3分経ってもカップから出られない危険がある。
メルヘンカップ
キャッチコピーは「夢いっぱいのメルヘンが味わえます」シンデレラをモチーフとした世界。定員は1人のみで、しずかがこの世界に行った。物語もシンデレラに沿った流れだが、魔法使いがしずかを間違えて日本風やエジプト風のお姫様に変えてしまい、怒ったしずかに急かされる展開があった。注意書きではガラスの靴を割ってしまうと3分経ってもカップから出られない危険がある。
スペースカップ
キャッチコピーは「天にも登る爽快な気分が味わえます」宇宙のとある惑星での爽快な大冒険。定員2人で、ジャイアンとスネ夫がこの世界に行った。カップの中は本物の宇宙と同じなので、入る為には「テキオー灯」が必要となる。特にストーリー性は無く、重力の小さい無人惑星で自由に冒険すると言う内容である。舞台となる惑星から出る事も可能だが、注意書きで惑星から離れ過ぎてしまうと3分経ってもカップから出られない危険があった為、後述通りにジャイアンとスネ夫は惑星から離れ過ぎてしまった影響で脱出不能になった。
SFカップ
キャッチコピーは「スピード&ファンタスティック、大興奮が味わえます」ウルトラマンシリーズを思わせるSFヒーロー（のび太は「昼寝の国からやってきた愛と勇気と正義の味方・ノビノビマン」と名乗った）に変身し、怪獣と戦いを繰り広げる大興奮の世界。定員はメルヘンカップと同じく1人のみで、のび太がスペースカップの代わりにこの世界に行った。「スピード＆ファンタスティック」というキャッチコピー通り、前半は防衛軍のパイロットとして戦闘機で出撃し、後半はヒーローに変身して戦う。変身者はオリジナルの技を使用する事が可能であり、のび太（ノビノビマン）は光のロープで相手を拘束してビームを放つ「あやとりビーム」で怪獣を倒した。注意書きではアドベンチャーカップと同様、敵である怪獣を倒すまでは3分経ってもカップから出られない危険がある。
ホラーカップ
キャッチコピーは「夏でも北極にいるようなスリルが味わえます」ゾンビなどの怪物が現れ、北極にいるかのようなゾクゾクのスリルが味わえる世界。スペースカップと同じくストーリー性は特になく、定員も同じく2人で、のび太がSFカップを選ぶ前に手に取っていたが、臆病な性格ゆえに選ばなかった。怪物は攻撃はしてこないが大群で押し寄せる為、使用者は凄まじい恐怖を味わう事になる。その為、心臓の弱い人は使用しないようにと注意書きがある。また、カップを破損するとゾンビがカップの外に現れる危険があると注意書きも書いていた。
カップの中は「どこでもドア」でも行き来できない特殊空間だが、カップ同士を繋げれば互いの世界を行き来できる。作中ではジャイアンとスネ夫がスペースカップに入ったまま出られなくなり、テキオー灯の効力が切れかかって命の危険に晒されたが、のび太のアイディア（スペースカップを本物のカップ麺と勘違いしたスネ夫の母が用意した砂時計から思いついた）でスペースカップの口をホラーカップの口に繋げ、2人をホラーカップの世界へ導くことで危機を脱した。しかし、そうと知らない2人はわけがわからないままゾンビに囲まれる恐怖を味わうという長い3分間を過ごす羽目になった。

## カニツメッター
カニツメッターは、「カニツメッター」（1999年5月21日放送、映像ソフト未収録）に登場する。
ベルトにカニのツメが付いたような形の道具。災害救助用に開発されたという。アームは自由に伸ばすことができ、作中では幼稚園の外から2階の窓辺まで伸ばす描写がある。乗用自動車のような重い物も軽々と持ち上げることができる（現代の技術で同型の機械を造った場合、幾らアームが強力でも使用者の腰に荷重がかかるため不可能）。ツメで鋼鉄を切断することもできる。バッテリーで動く為、使い過ぎるとエネルギーが切れてしまう。
「鉄筋肉クリーム」（2000年6月23日放送、映像ソフト未収録）にも登場するが、作中では名称は呼ばれなかった。

## ガマン大王
声 - 水田わさび
ガマン大王（ガマンだいおう）は、「お願い! ガマン大王」（2001年5月4日放送、レンタル専用VHS『21世紀テレビ文庫 テレビ版ドラえもん』第32巻に収録）に登場する。
ガマガエルのようなピンク色の生物。まずこのガマン大王に望みを言い、我慢したい物をガマン大王の目の前へ差し出す。望みに見合うだけの供物が差し出されたと判断されたとき、ガマン大王が供物を舌を伸ばしてペロリと飲み込む。すると望みがかなう。のび太はゲームや漫画を「今日一日我慢する」と言っているが、供物が帰ってくるかどうかの言及は無い。酒を供物として与えると酔いつぶれることがあり、こうなると本来の機能を果たさなくなってしまう。

## かみなりステッキ
かみなりステッキは、「かみなりステッキ」（2003年8月8日放送、映像ソフト未収録）に登場する。
エレキテルのような小さな箱と、「⚡」（高圧電流の危険を示すハザードシンボル）の形をした棒のセット。雷が近くに落ちそうなとき、家屋の屋根の上にこの箱を設置しておくと蓄電される。ためた電気エネルギーはこの棒に移して使用する。接触不良で動作しない電化製品のコンセントへ給電して動作させたり、照明として用いたりすることができる。作中ではジャイアンとバトルし、雷パワーを復活しようとした所で「⚡」の形が完全に壊れて電撃され、ボロボロになったのび太は「ドラえもん、なんでこうなっちゃうの?うわ～ん!!」と泣き叫んだ。その際にドラえもんは「あぁ…、だから危険な道具だって、あれほど言ったのに…」と頭を掻いて言った。

## 考える足製造機
考える足製造機（かんがえるあしせいぞうき）は、「考える足」（1993年6月18日放送、映像ソフト未収録）に登場する。
ヘルスメーターのような形の道具。目的地などの情報を入力し、これに乗って降りると足跡が浮き出る。浮き出た足跡に乗ると足が勝手に動き出して目的地へ行くことができる。往復にかかる時間を指定することもできる。目的地までの途中に通行止め区間があるときでも、自動的に最適な道順を導き出してくれる。「――（人名）のいるところ」という目的地指定もできる。

## 観察望遠鏡
観察望遠鏡（かんさつぼうえんきょう）は、「タスケロン・カプセル」（てんとう虫コミックス『ドラえもん』第20巻に収録「ぼくをタスケロン」のアニメ化作品。1988年3月18日放送、映像ソフト未収録）に登場する。
一見すると普通の望遠鏡だが、観察対象に関する情報をコンピューターが音声で教えてくれるという機械。野鳥の観察に最適。
ドラえもんもこの望遠鏡の機能に感心している様子で、望遠鏡をほめると「ピピッ、ドウモ」と返事をする。ドラえもんがのび太の情けない行動を見てあきれると、「マッタク」と相槌を打つなど、会話する機能も備わっている。
なお原作にも望遠鏡は登場するが、この道具の名称や機能は原作には出てこない。

## かんどうき
かんどうきは、「かんどうき」（1993年4月9日放送、映像ソフト未収録）に登場する。
『西遊記』の孫悟空が頭にはめている輪「緊箍児」を模したような輪。頭にはめると親から勘当される。頭にはめてしまうと自分で取ることはできないが、勘当が解けるような行いをすると外れる。

## カンニングスプレー
カンニングスプレーは、「トラえもん登場」（1980年9月22日放送、DVD『TV版ドラえもん』第40巻に収録）に登場する。
霧吹きの容器の中に薬品が入っている。このスプレーを教科書やノートに吹きかけ、吹きかけたページを破いて食べる。口を大きく開けると、口から食べたページが出てくる。
作中ではドラえもんではなく、トラえもんが出した道具である。テスト勉強をしていたジャイアンはこの道具を使用してノートを食べたが、テスト中に食べたページが出てきてしまった為、先生に怒られ廊下に立たされた。

## キー望ド
キー望ド（キーぼうド）は、「キー望ド」（1997年2月21日放送、映像ソフト未収録）に登場する。
キーあるいはボタンが19個あるキーボード。このキーボードに打ち込むだけで、なんでも希望通りになる。ドラえもんは「希望通り」を「キーボードーリ」と発声していた。
なお、この道具が登場するエピソードは、藤子・F・不二雄の『チンプイ』のエピソードの1つ「願いごとかなえ券」を『ドラえもん』用にアレンジしたような内容であり、登場する科法道具「願いごとかなえ券」とひみつ道具「キー望ド」も効力が似通っている。「願いごとかなえ券」は1枚で1回のみ使用できる道具であるのに対し、「キー望ド」の使用制限については作中では触れていない。

## 記憶掘りだしビデオ
記憶掘りだしビデオ（きおくほりだしビデオ）は、「記憶掘りだしビデオ」（2003年8月22日放送、映像ソフト未収録）に登場する。
ビデオカメラを象った道具。カメラを相手の顔に向け、「――の記憶をチェック」あるいは「――の思い出の録画開始」など、どんな記憶を録画したいのかを具体的に命令すると、相手の額から一筋の光が出てカメラへ吸い込まれる。カメラを壁に向けて「再生／一時停止」ボタンを押すと、映写機のようにカメラが映像を投影し、録画した記憶が映像として再生される。映像は一時停止、巻き戻し、早送りができるほか、画面の任意方向へのPAN、一部分の拡大といったこともできる。

## 危機一髪ヘルメット
危機一髪ヘルメット（ききいっぱつヘルメット）は、「危機一髪ヘルメット」（1997年1月17日放送、映像ソフト未収録）に登場する。
バイザー付きヘルメットとモニターテレビのセット。ヘルメットをかぶり、右耳部分にあるボタンを押すと始動する。するとヘルメットを装着している者は、周りの風景が変わって見え、スタントマン顔負けのアクションを体験することができる。ミスすると即ゲームオーバーとなる。体験している様子はモニターテレビで見ることができる。
作中では、ヘルメットを被ったジャイアンがゲームオーバーになったが、ジャイアンのスタントマンになりたいという根性が強かった為か、ゲームが続行された。

## 聞きとどけエンゼル
声 - 川上とも子
聞きとどけエンゼル（ききとどけエンゼル）は、「聞きとどけエンゼル」（2000年10月20日放送、映像ソフト未収録）に登場する。
ミチビキエンゼルに似た形の人形。この人形に向かって願掛けすると、願掛けした者の頭上を浮遊し、偶然を操って目的を達成させてくれる。

## 聞きミミ
聞きミミ（ききミミ）は、「聞きミミ」（1999年9月24日放送、映像ソフト未収録）に登場する。
補聴器のような道具。これを左右どちらかの耳にはめると、半径10メートル以内にいる人物の心の声が聴こえる。

## キッキー
声 - 水田わさび
キッキーは、「キッキー」（2000年1月28日放送、映像ソフト未収録）に登場する。
手乗りサイズのサル型ロボット。このキッキーに「〇〇（人物の名前）にくっつけ」と言うとキッキーがその人物の背中にくっつき、キッキーがあらゆる危機や災難（頼まれ事や説教など）を察知し、体が勝手に避けるようになる。キッキーはくっついている人物の服の色に合わせて自分の体の色を変えている為、バレることはない。ただし、球技（ドッジボールやサッカー等）でボールを受け止めようとしてもキッキーがそれを危機と見做してしまい、体が勝手に避けてしまう。また、避け方は天井に貼り付く、足が勝手に別方向へと歩き出す、ジャンプする等であり、キッキーにくっ付いている人物は体力が消耗する。

## 気分換気扇
気分換気扇（きぶんかんきせん）は、「気分スッキリかんきせん」（1995年4月14日放送、DVD『ドラえもん コレクション・スペシャル 春の4』に収録）に登場する。
この道具を頭に乗せると、宛ら蒸気機関車の煙突の如く煙状となったストレスが噴き出し、気分をスッキリにしてくれる。効果は使用者のストレス量に比例し、常にイライラしているのび太のパパ、ジャイアンに使用すると凄まじい量のストレスが噴き出したが、のび太が使ってもほとんど効果が無かった（つまり日頃ストレスを溜めていないと言う意味）。
名称の表記は読売新聞による。

## 決め技スーツ
決め技スーツ（きめわざスーツ）は、「決め技スーツ」（2002年11月15日放送、映像ソフト未収録）に登場する。
ベルトの形をした道具。これを腰にはめて「装着!」と言うと、ヒーローに変身できる。変身した人によってスーツの色が違う（作中ではのび太が赤、ジャイアンが黄、しずかがピンク）。ベルトのボタンを押すと変身前に戻る。使用者の身体能力自体を上げる道具ではないので、変身するだけでは意味が無い。紙に技名をペンで書いてベルトに入れ、その技の名前を言うとその技が発動する。思い描いた通りのどんな技でも決める事ができるが、技名を間違えて書いたりすると意図しない効果を発揮する場合もある。また、専用ペンを失くすと当然書くことができない。作中で繰り出された技は以下の通り。
マシンガンパンチ
のび太が使用。素早い連続パンチを繰り出す。
稲妻ジャンプ
のび太が使用。空高くジャンプして着地する。着地する時、稲妻が落ちるため、手に持っているものが黒焦げになる。
ハリケーン買い物ダッシュ
のび太が使用。車より速く走る。
ごめんなさいビーム
しずかが使用。指先からピンク色のビームを放ち、そのビームに当たった者は無条件に謝罪してしまう。
ウルトラスーパーロケットパンツ
ジャイアンが使用。ズボンの裾がロケットの噴射口になり、空高く飛んでいく。ジャイアン本人は「ウルトラスーパーロケットパンチ（その名の通りロケットのような強力なパンチ）」という書いたつもりだったが、字を間違えて書いてしまった為、この技が出てしまった。ロケットの止め方もわからなかった為、ジャイアンは泣いて困っていた（その際にドラえもんは「あぁ…、パンチなのにパンツって書いちゃったね」と頭を抱えて言った）。

## 逆成長グラス
逆成長グラス（ぎゃくせいちょうグラス）は、「逆成長グラス」（1994年9月30日放送、DVD『ドラえもんコレクションスペシャル特大号 秋の2』に収録）に登場する。
メガネを象った道具。目盛りを調節してメガネをかけると、生物が逆成長する様子を見ることができる。左のツルにある目盛りを調節すると1時間単位で時間を逆行させることができ、右のツルにある目盛りを調節すると1年単位で時間を逆行させることができる。
生物だけでなく、無生物でも可能であり、作中ではドラえもんがどら焼きが乗っていた皿を対象に食べる前のどら焼きを見たり、ヒビが入って倒れていた植木鉢を対象に何時倒れたのかを調べる為に使用している。

## 逆転カガミ
逆転カガミ（ぎゃくてんカガミ）は、「あべこべの星」（てんとう虫コミックス『ドラえもん』第17巻収録「あべこべ惑星」のアニメ化作品。1992年10月2日放送、DVD『ドラえもん コレクション・スペシャル 秋の1』に収録）に登場する。
鏡面世界で現在地を確認するために使用する。どこから見ても普通の手鏡で、ドラえもんもそれを認めているため、普通の手鏡でしかない可能性もある。
同様の道具に「箱入りかがみ」がある。こちらも通常の世界では、ただの鏡である。

## 逆転スプレー
逆転スプレー（ぎゃくてんスプレー）は、「逆転スプレー」（1993年2月19日放送、映像ソフト未収録）に登場する。
このスプレーが吹き付けられた者は、それまでの考え方が逆転する。取り消すには「戻しスプレー」を吹き付ける必要がある。また、自分で自分に吹き付けても道具の効果は現れない。

## キャンセルスタンプ
キャンセルスタンプは、「しもべステッカー」（1996年2月2日放送、映像ソフト未収録）に登場する。
×の印を押すことのできるスタンプ。使用中の「しもべステッカー」の上に押すと、「しもべステッカー」の効果をキャンセルすることができる。

## キューピッドの翼
キューピッドの翼（キューピッドのつばさ）は、「キューピッドの翼」（1994年5月6日放送、レンタル専用VHS『21世紀テレビ文庫 テレビ版ドラえもん』第31巻に収録）に登場する。
背中につけて使う翼の形をした道具。この翼が放つ光を浴びると、仲違いをしている2人は仲良く愛し合うようになる。ただし本当に愛し合っている者同士でないと、すぐに熱が冷めてしまう。真に愛し合っている者同士を結びつけることに成功すると、翼は自然に背から取れる。ちなみに結びつけるのは同性同士でも、人と動物でも有効。

## 恐竜スリッパとただのメガホン
恐竜スリッパとただのメガホン（きょうりゅうスリッパとただのメガホン）は、「リアルキャップ」（てんとう虫コミックス『ドラえもん』第18巻収録「実感帽」のアニメ化作品。1996年5月3日放送、映像ソフト未収録）に登場する。
恐竜の足のような形をした緑色のスリッパ、それとただのメガホンのセット。このスリッパで足踏みすると恐竜の足音がする。

## キョーメイアンテナ
キョーメイアンテナは、「キョーメイアンテナ」（1997年5月2日放送、映像ソフト未収録）に登場する。
中心のアンテナを自分に乗せて、他の人に乗せると自分の話などに乗ってくれる。

## ギョロリハンド
ギョロリハンドは、「ミニドラレンタル中」（2002年10月4日放送、レンタル専用VHS『21世紀テレビ文庫 テレビ版ドラえもん』第33巻に収録）に登場する。
自在にのびる3本のアームがあり、それぞれの先に目が付いている。命令すると、アームが伸びて物を取ってきてくれる。ただし一度にいろいろと命令すると、互いのアームがかちあい、アーム同士でケンカになることがある。

## 緊急ドラミ連絡通信機
緊急ドラミ連絡通信機は、「走れのび太！ロボット裁判所」（2000年3月24日放送、『ドラえもんコレクションスペシャル特大号』秋の5に収録）に登場する。お腹がスイッチになっていて押すと効果音がなりドラミと直接つながり通話できる。